# 文學界

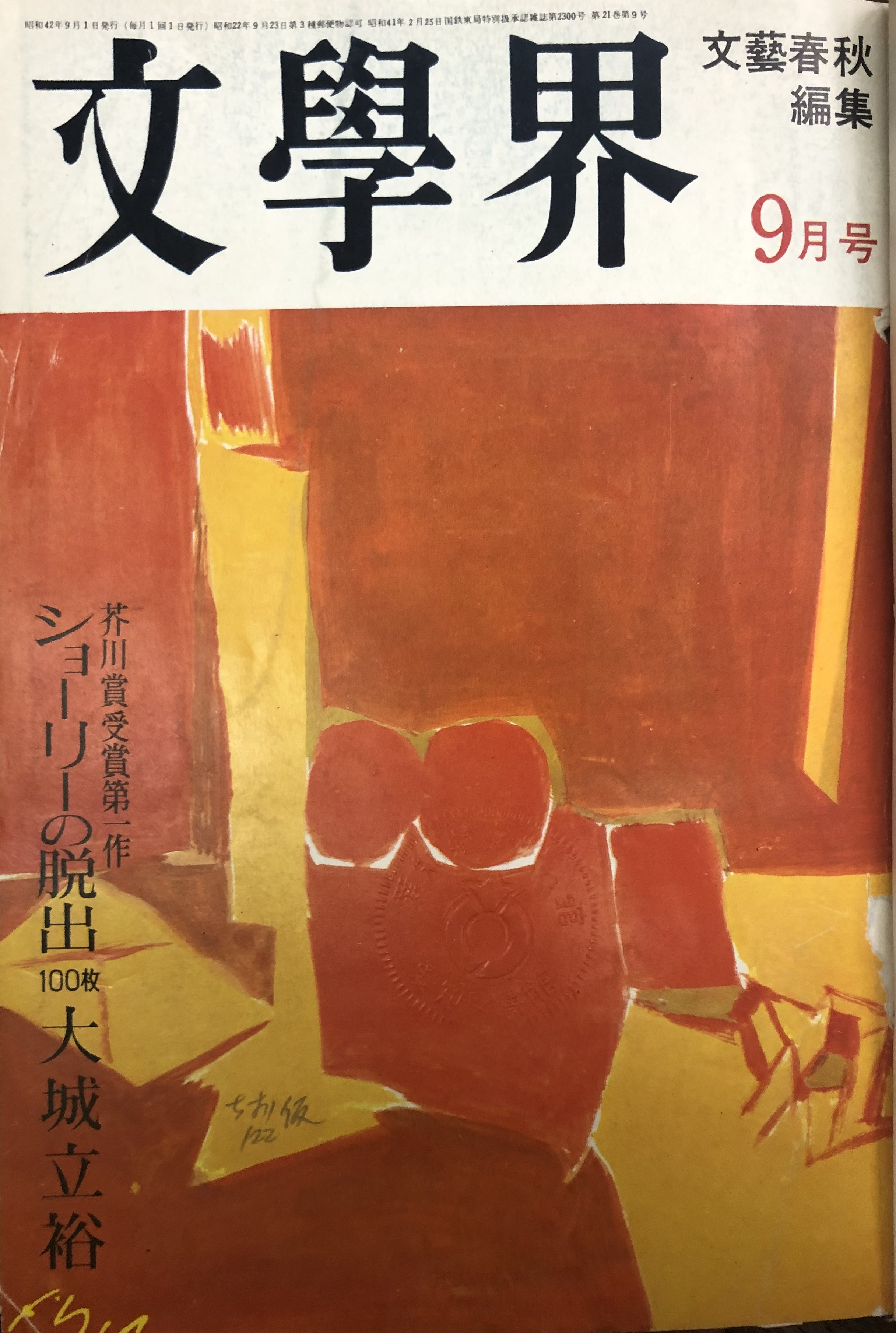
『文學界』1967年9月号

『文學界』（ぶんがくかい）は、日本の文藝春秋が発行する月刊文芸雑誌。1955年（昭和30年）から文學界新人賞を主催している。

## 概要
文藝春秋の純文学部門を担い、同じ版元で大衆小説をメインとする『オール讀物』と対をなす。
『文學界』と、『新潮』（新潮社発行）、『群像』（講談社発行）、『すばる』（集英社発行）、『文藝』（河出書房新社発行の季刊誌）は「五大文芸誌」と呼ばれ、これらに掲載された短編小説や中編小説が芥川賞の候補になることが多い。

## 歴史
当初、1933年（昭和8年）10月に文化公論社より創刊される。当初編輯同人は、豐島與志雄、宇野浩二、廣津和郎、川端康成、林房雄、武田麟太郎、小林秀雄の8名で、後に深田久弥らが編輯同人に加わった。同社では翌1934年（昭和9年）2月の第2巻2号まで刊行。この文芸誌の主な出版方針は芸術至上主義であった。同年6月に文圃堂書店から復活第1巻1号が刊行され、1936年（昭和11年）3月の復活第3巻3号まで続く。
1936年4月の復活第3巻4号から同年6月の復活第3巻6号までを文學界社が刊行。ここで経営不振により、小林が菊池寛に相談。菊池の決定で文藝春秋旧社が雑誌に庇を貸すことに決まり、同年7月の復活第3巻7号から文藝春秋社により刊行された。この時点では同人が編輯権を持ち、月1回編輯会議を開き、3ヶ月交代で編輯当番を置いた。やがて、1937年（昭和12年）3月から小林と河上徹太郎が常任編輯者となった。この年、日中戦争が始まり、日本は1945年（昭和20年）の太平洋戦争敗戦まで続く戦時体制に突入した。
この頃、小林と河上は「『文學界』を総合雑誌に近づけよう」という編輯方針を持っていたが、1938年（昭和13年）に石川淳の「マルスの歌」を掲載したところ、「反戦意識を高める」という理由で発禁にされ、作者と該当号の編輯主任である河上も罰金を払うことになった。このとき、菊池寛が罰金を肩代わりしたので、その後、この雑誌は発行全体を文藝春秋が担うようになった。
1940年（昭和15年）4月に小林が編輯委員を辞任する。太平洋戦争開戦の翌年1942年（昭和17年）9月号と10月号に「近代の超克」座談会記事を掲載。1943年（昭和18年）8月、経営編輯上の一切の責任が同人の手を離れて文藝春秋社に委ねられる。1944年（昭和19年）4月に雑誌統合を命じられ、廃刊した。
戦後の1947年（昭和22年）6月に文學界社から再刊。これは1948年（昭和23年）12月まで継続したが、1949年（昭和24年）3月より文藝春秋新社により刊行。名義上はこれが1966年（昭和41年）3月まで続き、同年4月以降は現在に至るまで文藝春秋が発行している。
1951年（昭和26年）より「同人雑誌評」を継続してきたが、2008年（平成20年）12月号を以て最終回を迎えた。慶應義塾大学出版会発行の『三田文学』が「新 同人雑誌評」として引き継いだ。
2023年9月号から電子雑誌での発行も始めた。

## 歴代編集長
- 菊池武憲 1938年
- 式場俊三 1938－39年
- 川崎竹一 1939－40年
- 徳田雅彦 1940年
- 庄野誠一 1941－42年
- 鷲尾洋三 1943年-
- 上林吾郎 1949－50年
- 鈴木貢 1950－54年
- 尾関栄 1954－56年
- 中戸川宗一 1956－57年
- 上林吾郎 1957－59年
- 車谷弘 1959－60年
- 小林米紀 1960－64年
- 杉村友一 1964－67年
- 山本憲章 1967－68年
- 印南寛 1969－72年
- 西永達夫 1972－76年
- 豊田健次　1976－79年
- 松村善二郎 1979－82年
- 阿部達児 1982－84年
- 湯川豊 1984－87年
- 雨宮秀樹 1987－89年
- 湯川 1989－91年
- 重松卓 1991－94年
- 寺田英視 1994－96年
- 庄野音比古 1996－99年
- 細井秀雄（平山周吉）1999－2002年
- 大川繁樹 2003‐2007年
- 舩山幹雄 2007－2011年
- 田中光子 2011－2014年
- 武藤旬 2014年－2019年
- 丹羽健介　2019年‐2023年
- 浅井茉莉子　2023年-